# Safia chalybeata
Safia chalybeata là một loài bướm đêm trong họ Noctuidae.